# Акака

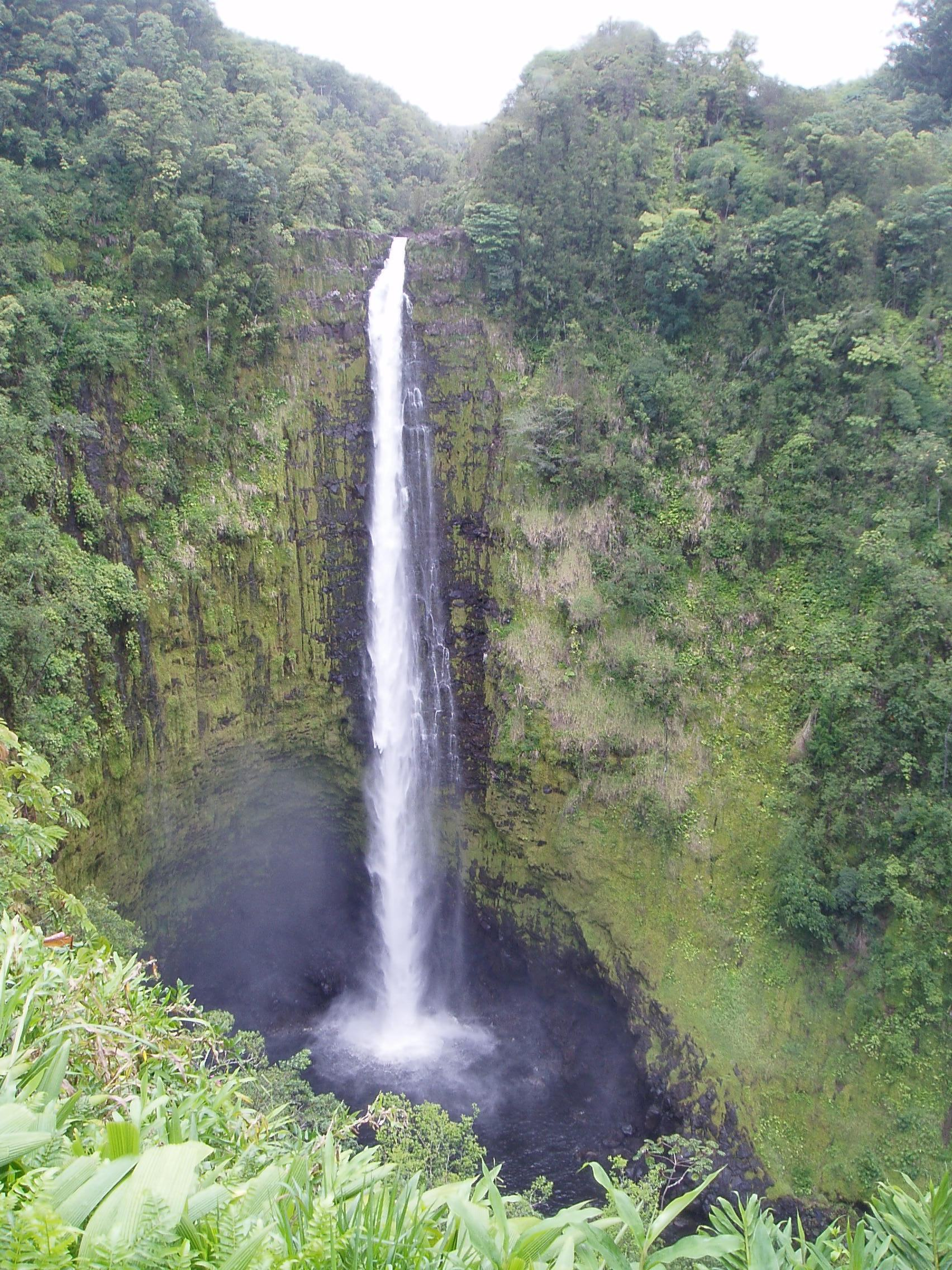
Водоспад Акака

Водоспа́д Ака́ка (англ. Akaka Falls) — найвищий водоспад на острові Гаваї (135 м). Водоспад, розташований за 18 км на півночі від міста Хіло в заповідному Парку штату водоспаду Акака. Мовою гавайців Akaka означає «розділення, тріщина».
Вода падає з прямовисної скелі вулканічного походження, висотою 135 метрів.
Водоспад знаходиться в 18 км північ від міста Хіло в Національному парку. Доступні області парку розміщені на правому верхньому виступі глибокої ущелини, в яку приземлюється водоспад, видимий з деяких точок уздовж замкнутої доріжки, що проходить через парк.